# Shuanggou

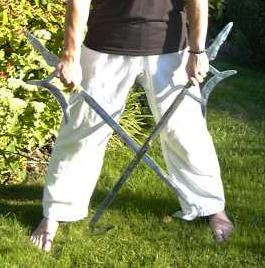
Espadas gancho, usadas en pareja..

El shuanggou (en chino tradicional, 鉤; en chino simplificado, 钩) es un arma blanca usada en las artes marciales de China. Es conocida en Occidente como espada gancho.

## Trasfondo
Es difícil de conseguir información fiable de las espadas gancho. Aunque se le suele atribuir un origen ambientado en la Dinastía Song o anterior, también suele figurar como de la Dinastía Qing o más tarde, lo que sugiere que son un diseño relativamente reciente. También, al parecer, fueron armas de uso exclusivamente civil, ya que no figura en ningún listado oficial de armamento chino. A pesar de la eficacia de su uso, la falta de información y sobre todo el entrenamiento y formación necesarios para usar estas armas hace pensar que su uso sería esporádico.

## Características
También conocidas como qian kun ri yue dao (literalmente "Espada del Cielo, el Sol y la Luna"), estas armas tienen una hoja similar a la jian, aunque con una curvatura en forma de gancho cerca de la punta de la cuchilla, así como una guarda similar al hu die dao. Normalmente usadas en parejas, las espadas gancho eran usadas para repeler y/o atrapar otras armas.
Hay cinco partes diferenciadas en esta arma:
- La parte posterior, usada como una espada normal.
- El gancho, que es usado para bloquear y atrapar las armas del rival, así como producir heridas de corte.
- El final de la guarda, que está diseñada en forma de puñales.
- La medialuna de la guarda, usada para bloquear impactos del rival.
- La guarda en sí se puede usar para engancharla con la otra espada (cuando se están usando dos) y así alargar el radio de ataque.

## Uso
El uso de las espadas gancho se incluye en artes marciales como el kung fu de Shaolin y el kung fu de la mantis, así como en el Choy Li Fat. La técnica moderna es a menudo muy llamativa, usando tácticas como la unión de dos de estas armas enganchando la guarda de una en el gancho de la otra, y similares. En Baguazhang, algunas escuelas enseñan el uso de un arma similar llamada lujiaodao.